# ريتشارد باريت (عسكري)
ريتشارد باريت (بالإنجليزية: Richard Barrett)‏ هو عسكري أيرلندي وأمريكي، ولد في 1838 في مقاطعة مايو في جمهورية أيرلندا، وتوفي في 20 مارس 1898 في واشنطن العاصمة في الولايات المتحدة.